# John P. Connolly
John P. Connolly (* 1. September 1950 in Philadelphia, Pennsylvania) ist ein US-amerikanischer Schauspieler und Sänger mit einer über 50 Jahre umfassende Karriere auf der Bühne, vor der Kamera und im Radio. Er war zudem Präsident der American Federation of Television and Radio Artists (AFTRA), heute SAG-AFTRA, und Direktor der Actors’ Equity Association (AEA).

## Leben
Connolly wuchs als ältester von sechs Brüdern und als Sohn irisch-katholischer Eltern in Philadelphia auf – laut eigenen Angaben hat er über 45 Cousins bzw. Cousinen. Nach seiner Schulzeit studierte er zunächst Geschichtswissenschaften an der LaSalle University seiner Heimatstadt. Er erhielt ein Stipendium und machte schließlich seinen Master of Fine Arts in Schauspiel an der School of Communications and Theatre der Temple University, die er von 1976 bis 1979 besuchte. Als Mitglied des Besucherausschusses wurde er im Jahr 2001 zum „Distinguished Alumni“ (ausgezeichneter Absolvent) ernannt und im Jahr 2005 mit dem Lew Klein Award honoriert.
Er und seine Frau Bronni leben in Los Angeles. Das Paar hat einen gemeinsamen Sohn, James, der als Journalist arbeitet.

## Karriere
Connolly begann seine Karriere auf der Bühne als festes Mitglied des Manning St. Actors’ Theater in Philadelphia und ab 1973 am Walnut Street Theater. Er war am Broadway in New York City als Pap Finn im Musical Big River zu sehen und als Löwe in einer Bühnenadaption von Der Zauberer von Oz. Er spielte zudem am Off-Broadway in Tom Coles Bühnenstück Fighting Bob über den Politiker Robert M. La Follette senior – einem ehemaligen Senator von Wisconsin. Darüber hinaus war auf vielen Bühnen von New York City, beispielsweise in The Golem am Delacorte Theatre im Central Park, bis Los Angeles zu sehen und spielte sowohl Rollen in Stücken von William Shakespeare, wie Hamlet, als auch Winston Churchill in Only A Kingdom. In Los Angeles war er neben Only a Kingdom auch in Lakeboat, Ruby M und in Dead Souls zu sehen.
Vor der Kamera wirkte er in fünf Spielfilmen, zehn Miniserien sowie in zahlreichen Fernsehfilmen und Fernsehserien sowohl in Haupt- als auch Nebenrollen mit. So war er in Filmen wie 9 1/2 Wochen, Clive Barkers Die Seuche und Innocent Victims zu sehen und hatte wiederkehrende Rollen in Serien wie New York Cops – NYPD Blue, The West Wing – Im Zentrum der Macht, Will & Grace, General Hospital, Cop Rock, All My Children, As The World Turns, Schatten der Leidenschaft, Any Day Now, Blind Justice – Ermittler mit geschärften Sinnen, Spacecob L.A. und Crossing Jordan – Pathologin mit Profil. Er hatte auch Gastrollen in Without a Trace – Spurlos verschwunden, Practice – Die Anwälte, Emergency Room – Die Notaufnahme, Wings und als Orn Lote in der Folge Eine echte ‘Q’ von Raumschiff Enterprise – Das nächste Jahrhundert. Für seine Rolle in Billy Crystals Fernsehserie Sessions wurde Connolly für einen Cable Ace Award als „Bester Schauspieler in einer Komödie“ nominiert. Er spielte auch in über 300 Werbespots mit und arbeitete hinter der Kamera.
Im August 2001 wurde Connolly in Saint Paul, Minnesota, zum ersten Präsidenten der American Federation of Television and Radio Artists (AFTRA) gewählt und ersetzte damit Shelby Scott. Die 80.000 Mitglieder umfassende Gewerkschaft vertritt Medienschaffende und Künstler aus den Bereichen Fernsehen, Radio sowie neuer Medien. In seiner Funktion als Präsident der Organisation trat er mehrfach vor dem Kongress der Vereinigten Staaten, der Federal Communications Commission und anderen politischen Gremien auf, um sich für die Belange und Rechte der vertretenen Gewerkschaftsmitglieder einzusetzen, unter anderem für Medienvielfalt, einen nationalen Gesundheitsplan, für den Schutz der Renten von Arbeitnehmern und für die Verteidigung des „Congressional Entertainment Industries Caucus“, der den wirtschaftlichen und kulturellen Beitrag des Unterhaltungssektors anerkennt. 2007 folgte ihm Roberta Reardon und Connolly wurde Direktor der Actors’ Equity Association (AEA). Er war auch im Vorstand der Screen Actors Guild.
Im Jahr 2019 war er als Gast in der vierten Folge der Podcastserie Deadbeats zu hören.
Im deutschen Sprachraum wurde Connolly unter anderem von Helmut Ahner, Reinhard Brock, Frank Ciazynski, Tom Deininger, Manfred Erdmann, Michael Gahr, Alexander Herzog, Jürgen Kluckert, Gottfried Kramer, Hans-Rainer Müller, Michael Rüth, Ulf J. Söhmisch und Jochen Striebeck synchronisiert.

## Filmografie (Auswahl)
- 1984: Harte Pfeile – Mitten ins Herz
- 1986: 9 1/2 Wochen
- 1986: Journey to the Magic Jungle (Kurzfilm)[11]
- 1986: Voyage to Mermaid Island (Video)
- 1987: Klarer Fall für Claire (Leg Work; Fernsehserie)
- 1987: Blast-Off to the Hidden Planet (Kurzfilm)[11]
- 1987: Rescue at Glitter Palace (Kurzfilm)[11]
- 1989: Kojak: Dunkle Beziehungen (Fernsehfilm)
- 1989: Spacecop L.A. (auch: Alien Nation; Fernsehserie)
- 1990: Capital News (Fernsehserie)
- 1990: Rollerboys
- 1990: Cop Rock (Fernsehserie)
- 1991: Sessions (Miniserie)
- 1991: D.O.G. – Verbotene Tricks
- 1991: Golden Girls (Fernsehserie)
- 1992: Baby Talk (Fernsehserie)
- 1992: Raumschiff Enterprise – Das nächste Jahrhundert (Fernsehserie)
- 1993: Liebe, Sex und heiße Kohle (Fernsehfilm)
- 1993: George (Fernsehserie)
- 1994: Confessions: Two Faces of Evil (Fernsehfilm)
- 1994: Midnight Run – Abgerechnet wird um Mitternacht (Fernsehfilm)
- 1994: Ermordet am 16. Juli
- 1994: Hilflos ausgeliefert (Fernsehfilm)
- 1994–2002: New York Cops – NYPD Blue (Fernsehserie, Jim Bower)
- 1995: Law & Order (Fernsehserie)
- 1995: Der Klient (Fernsehserie)
- 1995: A.J.’s Time Travelers (Fernsehserie)
- 1996: Innocent Victims (Fernsehfilm)
- 1996: Tierisch viel Familie (Fernsehserie)
- 1996: Schwanger! Es geschah unter Narkose (Fernsehfilm)
- 1996: Überflieger (Fernsehserie)
- 1997: Die Zahnfee (Fernsehfilm)
- 1997: Practice – Die Anwälte (Fernsehserie)
- 1997: Emergency Room – Die Notaufnahme (Fernsehserie)
- 1999–2002: Alabama Dreams (Fernsehserie)
- 2001: Highway to Hell – 18 Räder aus Stahl (Fernsehserie)
- 2002: The West Wing – Im Zentrum der Macht (Fernsehserie)
- 2003: Mister Sterling (Fernsehserie)
- 2003: Without a Trace – Spurlos verschwunden (Fernsehserie)
- 2004: Will & Grace (Fernsehserie)
- 2004: Crossing Jordan – Pathologin mit Profil (Fernsehserie)
- 2005: Blind Justice – Ermittler mit geschärften Sinnen (Fernsehserie)
- 2006: Clive Barker’s Die Seuche (The Plague; Video)
- 2019: The Side Effect (Kurzfilm)
- 2025: Merrily (in Vorproduktion)

## Theater (Auswahl)
- 1981: Fighting Bob (Astor Place Theater, Off-Broadway, New York City)[7]
- 1985–1987: Big River (Eugene O’Neill Theatre, Broadway, New York City)[8][13]
- 1987: Company (Church of the Heavenly Rest, Off-Broadway, New York City)[9]
- 2019: Defenders (Pandelia’s Canary Yellow Company, The Broadwater Black Box, Los Angeles)[9]
- 2020: The Best Man (Walnut Street Theatre, Philadelphia)[9]